# 오다 노부하루 (쇼바타 오다씨)
오다 노부하루(일본어: 織田信治, 생년 미상 ~ 1570년 10월 19일)는 센고쿠 시대의 무장이다. 오다 노부히데(織田信秀)의 5남이자, 오다 노부나가(織田信長)의 동생이다.
형 노부나가를 따라서, 노부 성(野府城; 현재의 이치노미야시 가이메이 소학교(開明小学校) 부근)을 받았다.
1570년(겐키(元亀) 원년), 모리 요시나리(森可成), 아오치 시게쓰나(青地茂綱)와 함께 우사 산성(宇佐山城)에서 나와서 아자이 나가마사(浅井長政)·아사쿠라 요시카게(朝倉義景)의 연합군과 오미국(近江国) 사카모토(坂本)에서 싸웠지만, 중과부적으로 요시나리, 시게쓰나와 함께 전사했다.